# Арена Азија
Арена Азија (енгл. SM Mall of Asia Arena, енгл. Mall of Asia Arena, енгл. MoA Arena) је вишенаменска затворена арена у Пасају, Метро Манила. Индонезија. То је затворена арена у оквиру комплекса СМ Тржни Центар Азија, у Беј Ситију, Пасај, Метро Манила, Филипини. Има капацитет од 15.000 седишта за спортске догађаје и пуну салу од 20.000. Арена је званично отворена 21. маја 2012. Године Има седишта која се могу увлачити и паркинг за 2.000 возила.
Арена СМ Тржни Центар Азија је алтернативно место Филипинског кошаркашког савеза када Смарт Аранета Колисеум у Кезон Ситију није доступан. Арена је такође једно од главних места за Универзитетски атлетски савез Филипина и Националну атлетску асоцијацију универзитета.

## Историја
Изградња Арене СМ Тржни Центар Азија почела је 2010. године. и оно је коштало око 3,6 милијарди фунти. Место одржавања је део мастер плана за комплекс СМ Тржни Центар Азија, који је 2012. године већ имао СМКС Конгресни центар и Оне Е-ком и Тво Е-ком пословне зграде.
Арена је имала своју церемонију завршетка градње у септембру 2011. године. Комплетна изградња је трајала две године. Први јавни догађај одржан у затвореној арени био је двовечерњи концерт Леди Гаге под називом „Рођен на овај начин”, који је почео 21. маја 2012. Посебан догађај, организован од стране Стар Евентс из АБС-ЦБН-а је одржан у оквиру свечаног отварања арене одржане 16. јуна 2012. године, појавиле су се познате личности Филипина и различити локални музичари и певачи у режији Џонија Манахана а Рајан Кајабијабоа је био музички директор концерта.
Арена је реновирана уочи ФИБА Светског првенства у кошарци 2023. године.

## Рекордне посете
| Категорија      | Догађај                                                                 | Посета | Датум              | Ref.   |
| --------------- | ----------------------------------------------------------------------- | ------ | ------------------ | ------ |
| Рекорд          | Аљаска асови (ФБА) и Сан Мигел бирмени Финале филипинског купа 2015/16. | 23.616 | 3. фебруар 2016.   | [ 1 ]  |
| Музички концерт | Музичка тура АјКон 2018.                                                | 18.000 | 11. новембар 2018. | [ 14 ] |
| Кошарка         | Аљаска асови (ФБА) и Сан Мигел бирмени Финале филипинског купа 2015/16. | 23.616 | 3. фебруар 2016.   | [ 1 ]  |

Остали рекорди (Музички концерти)
1. 30,000: Ици, Чекмејт, светска тура — 14/15. Јануар 2023.  (2 дана)
2. 23,890: Бруно Марс, 24К Меџик тур — 24. мај 2018.  (2 дана)
3. 20,000: Егзо планет — 23/24. август 2019.  (2 дана)
4. 18,915: Леди Гага, Рођен на овај начин — 21/22. мај, 2012.  (2 дана)
5. 18,000: АјКон — 11. новембар 2018.

## Белешке
1. ↑  На основу доступних података.